# Xã Dolson, Quận Clark, Illinois
Xã Dolson (tiếng Anh: Dolson Township) là một xã thuộc quận Clark, tiểu bang Illinois, Hoa Kỳ. Năm 2010, dân số của xã này là 353 người.